# Wilhelm Schickard
Wilhelm Schickard, född 22 april 1592 i Herrenberg, Baden-Württemberg, död 24 oktober 1635 i Tübingen, var en tysk matematiker, astronom, kartograf och uppfinnare, känd för att ha uppfunnit den första räknemaskinen, Räkneklockan, en mekanisk maskin beskriven 1623 i ett brev skickat till den tyske astronomen Johannes Kepler, i syfte att hjälpa den senare att utföra efemeridberäkningar.
Nedslagskratern Schickard på månen är uppkallad efter honom.